# Pendzjikent

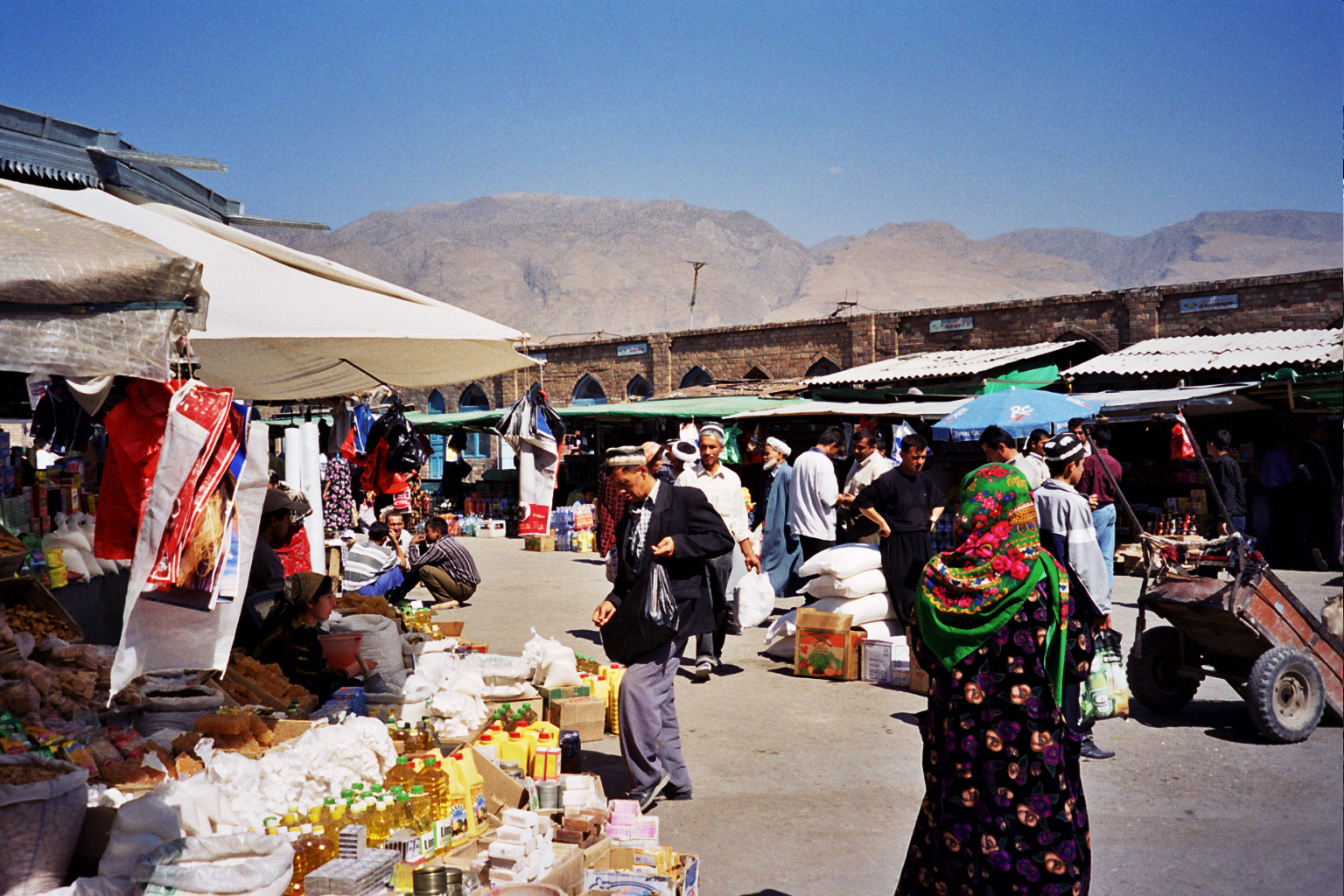
Basar i Pendzjikent

Pendzjikent (även Penjikent, Panjakent eller Panjekent) är en stad med 50 000 invånare (2002) vid floden Zeravsjan i västra Tadzjikistan. Gamla Pendzjikent eller Bundzjikath var en betydande sogdisk stad från sitt grundande på 400-talet till arabernas erövring på 700-talet och ligger några kilometer från dagens Pendzjikent.
Sedan 9 november 1999 är Gamla Pendzjikent uppsatt på Tadzjikistans tentativa världsarvslista.